# 伊歐玟
伊歐玟（Éowyn，第三紀元2995年至第四紀元？年）是英國作家托爾金奇幻小說裡的一個虛構角色。在托爾金最著名的作品《魔戒》裡登場，亦為該作中少數的女性角色之一。她是洛汗的女騎士，又被稱為「持盾之女」（Lady of the Shield-arm）、「洛汗白之女」（White Lady of Rohan）、「伊西立安之女」（Lady of Ithilien）及「艾明亞南之女」（Lady of Emyn Arnen）。
伊歐玟是洛汗國王的妹妹及剛鐸親王的妻子，但卻沒有被冠以王女的稱號。伊歐玟被形容為非常漂亮，身形苗條，溫文優雅，擁有一頭金髮，性格樂觀活潑、勇敢、高意志力，但較孤寂。

## 生平

### 小說
在小說《魔戒》裡，伊歐玟是伊歐家族（House of Eorl）的一員，是洛汗國王希優頓的侄女，她在伊多拉斯的國王宮殿梅杜西（Meduseld）首度登場。伊歐玟是希優德溫（Théodwyn）及伊歐蒙德（Éomund）的女兒，伊歐墨的妹妹。伊歐玟在三歲的時候，父親伊歐蒙德死於對半獸人的戰事裡，母親也悲傷病死。伊歐玟與哥哥伊歐墨相依為命，兩人融入了叔叔希優頓的家裡，希優頓對他們視同己出。魔戒聖戰爆發前夕，希優頓被巧言荼毒，而白袍巫師薩魯曼又派出軍隊攻打洛汗國，希優頓之子希優德陣亡，伊歐玟被迫忍受洛汗衰落。甘道夫抵達伊多拉斯，治癒了希優頓。聖盔谷之戰期間，伊歐玟留守於伊多拉斯。
伊歐玟戀上了北方遊俠領袖亞拉岡，但亞拉岡拒絕了她，亞拉岡認為她所愛的只是強大領袖和戰士的形象。亞拉岡並沒有向她提及他與亞玟的婚約，這才是他拒絕伊歐玟的主要原因。
遭受愛情挫敗的伊歐玟希望能戰死沙場，她化身為一名叫德海姆（Dernhelm）的男戰士，跟隨洛汗驃騎參與帕蘭諾平原戰役，被命令留在後方的哈比人梅里也被伊歐玟帶往參戰。如果希優頓和伊歐墨都戰死了，伊歐玟便會成為洛汗的統治者，守門人哈瑪（Háma）曾建議，根據伊歐家族的規則，希優頓和伊歐墨是伊歐家族的最後成員，然而，哈瑪亦提及伊歐玟：
「還有伊歐玟……她十分勇敢，活力充沛，全國的人民都敬愛她，讓她在我們離開的時候，擔任洛汗國的領袖吧！」
伊歐玟不願意留在後方，她與元帥艾海姆合謀，將自己偽裝成男性騎士，並偷偷地攜同梅里前往剛鐸。在帕蘭諾平原戰役，希優頓被安格馬巫王所傷，伊歐玟和梅里合力援護希優頓，她面對安格馬巫王時，安格馬巫王說：「天下的英雄好漢都無法阻止我」，回應葛羅芬戴爾在一千年前所下的預言，他預言安格馬巫王不會「死於人類男性手上」。伊歐玟聽到後除下頭盔，展示出她那長長的金髮，並說：
「我不是甚麼英雄好漢！你眼前的是一名女子。」
梅里從後刺穿安格馬巫王的膝蓋，伊歐玟接著趁機殺了他。嚴格來說，梅里不是人類，而是哈比人，梅里那一擊也不是致命的一擊，而是讓安格馬巫王更容易受到伊歐玟的刺擊。戰後，她被冠以「持盾之女」的稱號，以讚揚她戰勝安格馬巫王。
雖然如此，伊歐玟也受了重傷，甚至被認為已經死去，直至多爾安羅斯亲王印拉希爾察覺她還在生。伊歐玟受到黑之吹息毒害，加上她對亞拉岡的愛情已絕望，她瀕臨死亡，與梅里一起被帶到米那斯提力斯的醫院內，接受亞拉岡的治療。由於她仍未康復，故她沒有加入西方軍隊開赴黑門，作最後的抗爭。伊歐玟在療養的過程中邂逅法拉墨，並墮入愛河。
索倫敗亡後，伊歐玟與法拉墨成婚，居住在伊西力安，伊歐玟被稱為伊西立安之女，哥哥伊歐墨則登基為洛汗國王。法拉墨及伊歐玟至少有一名兒子。托爾金並沒有說明伊歐玟在何時去世。

## 命名
伊歐玟在古英語的意思是「愛馬之人」或「馬匹之友」，Eoh-解作「馬」，-wyn解作「喜好」。
譯回希臘語就成為菲利帕（Philippa），與其中一名《魔戒》電影編劇菲利帕·鮑恩斯（Philippa Boyens）的名字一致。
Éowyn的第一個音節讀成eh-ah，而ah音幾乎不讀出來。在斯堪的那維亞語支及芬蘭語裡，第二音節y與德語字母ü及法語字母u的發音相同。《魔戒》演員所說的伊歐玟的讀音並不符合古英語的讀音，這情況同樣在讀伊歐墨和希優頓的發音時出現。
伊歐玟只是她的古英语译名，她的洛汗語姓名沒有被提及，伊歐玟與伊歐墨及伊歐蒙德一樣，同樣以元音Lô-或Loh-開首，解作「馬」，即是古英語的Éo-。

## 改編描述
1980年動畫版《王者再臨》及1981年英國廣播公司的電台劇《魔戒》裡，伊歐玟由娜麗·風鈴草（Nellie Bellflower）配音。
伊歐玟也曾短暫出現在1978年雷夫·巴克西的動畫電影改編《魔戒》裡，但沒有對白。

米兰达·奥图在彼得·傑克遜執導的電影《魔戒》系列裡飾演伊歐玟。

在彼得·傑克遜執導的電影《魔戒二部曲：雙城奇謀》及《魔戒三部曲：王者再臨》裡，澳洲籍女演員米兰达·奥图飾演伊歐玟此一角色。薩魯曼答應將伊歐玟許給葛力馬·巧言，以作為回報。伊歐玟曾為希優德唱喪歌。除此之外，在電影加長版裡面亦有演繹出伊歐玟疑似有災難等級的廚藝，而被影迷譽為笑料之一（金靂在她帶著自己煮的那鍋燉肉上來時直接落荒而逃，而亞拉岡在吃了第一口之後馬上處心積慮的找機會倒掉，無奈的是伊歐玟竟然一直湊上來搭訕讓他功敗垂成）。
在電影《魔戒二部曲：雙城奇謀》裡，伊歐玟並未留守伊多拉斯，而是隨希優頓等人前往聖盔谷，負責保護老弱婦孺不被強獸人傷害。
在劇院版本的電影《魔戒三部曲：王者再臨》，伊歐玟所受的傷害較原著輕得多：她仍沒有失去意識。而在加長版裡，伊歐玟卻瀕臨死亡，伊歐墨找到伊歐玟，並痛苦地大叫，他恐怕伊歐玟已經死去。
當伊歐玟偽裝參戰時，她從沒有取名為德海姆，觀眾能輕易察覺到她的真正身分。在加長版裡，希優頓看到伊歐玟的身影在敵人當中，但不知道他是否知道她就是侄女伊歐玟。製片人解釋，在小說裡可輕易隱藏伊歐玟的身分，然而在視覺上，觀眾可憑肉眼辨識那個就是伊歐玟，如果刻意要保守秘密，反而會顯得太過矯揉造作。
演員米兰达·奥图指出伊歐玟是《魔戒》裡的首個人類女性角色。而電影製片人貝瑞·奧斯朋則說伊歐玟是這個故事裡的英雄人物之一，個性堅強，也「對亞拉岡充滿熱烈的感情」。

## 外部連結
- 伊歐玟 中土百科全書